# Hartmann-Reinbecksches Haus

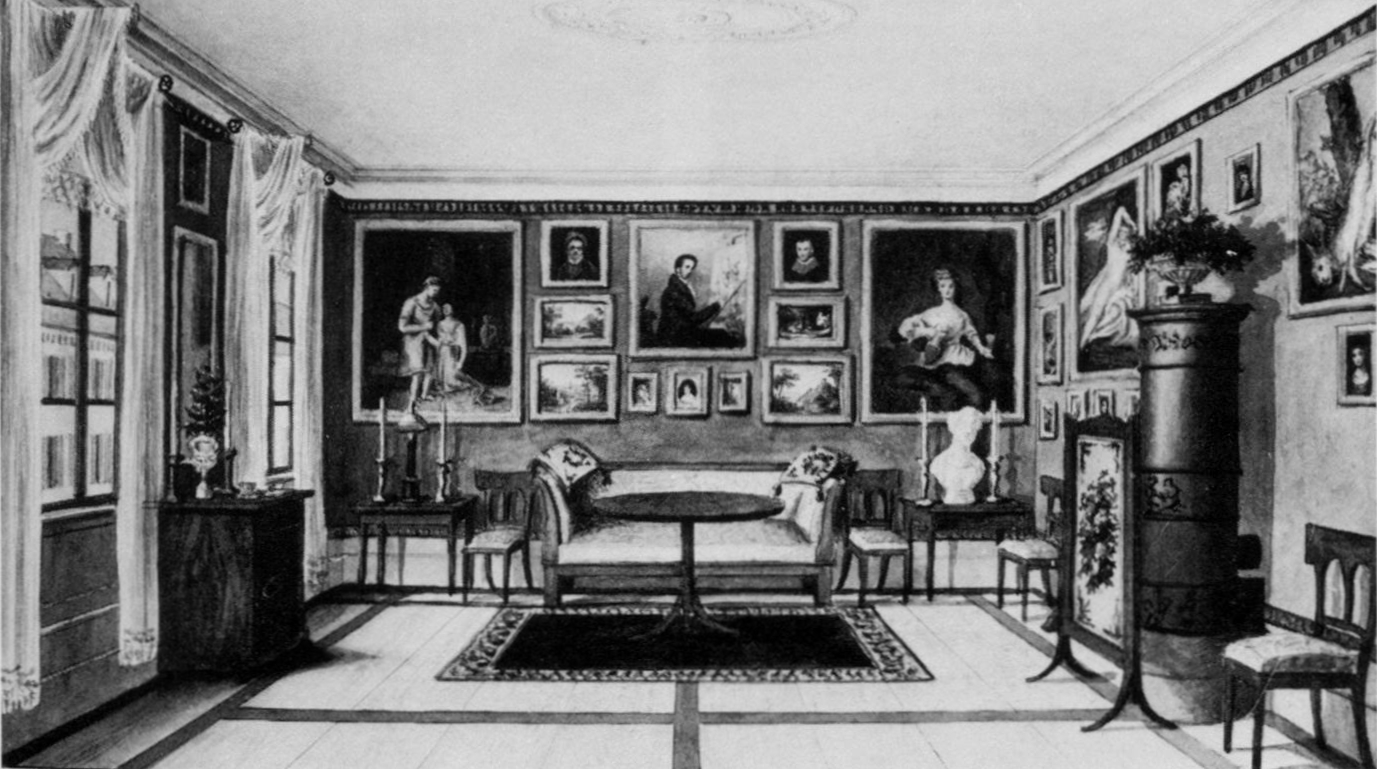
Salon des Hartmann-Reinbeckschen Hauses. Aquarell von Mariette Zoeppritz geb. Hartmann (1802–1874), undatiert.

Das Hartmannsche Haus und das Hartmann-Reinbecksche Haus waren in der ersten Hälfte des 19. Jahrhunderts überregional bedeutsame Zentren des kulturellen Lebens in Stuttgart.
Die Häuser von Johann Georg Hartmann, August von Hartmann und Emilie und Georg Reinbeck waren beliebte, gastfreie Treffpunkte für einheimische und auswärtige Schriftsteller, Künstler, Beamte, Gelehrte und Kaufleute.

## Bürgerliche Geselligkeit
Gegen Ende des 18. Jahrhunderts verlagerte sich in Württemberg allmählich der Schwerpunkt des kulturellen Lebens vom Adel zum Bürgertum, das auf Grund eines neuen Selbstverständnisses auch ein neues Selbstbewusstsein entwickelte. In der privaten Sphäre erwuchsen geistige Zentren, die eine gehobene Geselligkeit pflegten und nicht nur die einheimischen Künstler, Literaten und Gelehrten vereinten, sondern auch berühmte Gäste von auswärts anzogen. Die führenden Köpfe gehörten zur württembergischen Oberschicht, der nicht  nur das Bildungsbürgertum angehörte, sondern auch erfolgreiche, aufstrebende Beamte, Handwerker und Kaufleute. Es bildeten sich kleinere bürgerliche Zirkel, die ihren Mittelpunkt in den Häusern einzelner hervorragender Familien hatten, die aber für das kulturelle Leben der Stadt umso wichtiger wurden, je mehr der Adel an Einfluss und Anziehungskraft verlor. Außer in privaten Zirkeln kamen die Stuttgarter Bürger auch in Vereinen zusammen, unter anderem in der Museumsgesellschaft (ab 1807), im Stuttgarter Leseverein (ab 1822), im Stuttgarter Liederkranz (ab 1824) und im Stuttgarter Kunstverein (ab 1827).
Zu den Zentren des privaten bürgerlichen Kulturlebens gehörten neben dem Hartmannschen Haus und dem Hartmann-Reinbeckschen Haus die Häuser der folgenden Stuttgarter Prominenten.

### Johann Heinrich Dannecker
Das Haus des Bildhauers Johann Heinrich Dannecker, die sogenannte Danneckerei, stand direkt beim Neuen Schloss. „Als eine Stätte regen geistigen Lebens wurde die ‚Danneckerei’, Museum und Atelier, Kunstschule und Wohnung in einem, rasch zum Begriff, und lange Jahre hindurch fanden sich hier an jedem Donnerstag die in Fragen der Kunst und Literatur maßgebenden, aber auch die politisch führenden Männer der Stadt zusammen.“

### Gottlob Heinrich Rapp
Das gastfreie Haus des Kaufmanns, Kunstfreunds und Schriftstellers Gottlob Heinrich Rapp stand mitten in Stuttgart bei der Stiftskirche. Das Rappsche Haus („Schiller-Goethe-Haus“) war wie die Danneckerei eine beliebte Anlaufstelle für die Kulturinteressierten innerhalb und außerhalb Württembergs. Dannecker war mit Heinrike Rapp, einer Schwester von Gottlob Heinrich Rapp, verheiratet, und beide Männer und ihre Familien standen in enger Beziehung. 1794 hatte Schiller, ein Freund Danneckers, bei seinem letzten Aufenthalt in Stuttgart zusammen mit seiner Frau die Gastfreundschaft der Rapps genossen. Er empfahl Rapp an Goethe weiter, der 1797 in Stuttgart für eine Woche Station machte und von Dannecker und Rapp freundlich betreut wurde. Berühmt wurde die Lesung seines Epos „Hermann und Dorothea“, die Goethe im Rappschen Hause abhielt.

### Eberhard Friedrich Georgii
Ein weiterer Treffpunkt war der Gartensaal hinter dem Haus des Obertribunalpräsidenten Eberhard Friedrich Georgii in der Büchsenstraße 50. Von 1804 bis 1828 trafen sich hier Sommer für Sommer an jedem Montag ein gutes Dutzend Honoratioren der Stadt, hohe Beamte, Ärzte, Juristen und Künstler zur wöchentlichen Kegelpartie. 1810 hielt der Philosoph Friedrich Wilhelm Joseph Schelling im Gartensaal seine berühmten „Stuttgarter Privatvorlesungen“, an denen auch August von Hartmann und Georg Reinbeck teilnahmen.

### Gustav Schwab
Das Haus des Pfarrers, Gymnasialprofessors und Schriftstellers Gustav Schwab, „berühmt wegen seiner gemüt- und geistvollen Geselligkeit, wurde zu einer Art von literarischem Hauptquartier der Stadt, und die Kette der Besucher von auswärts, die oft für Tage, ja Wochen blieben, riß nicht ab.“ Sie kamen aus ganz Deutschland und auch aus dem europäischen Ausland. Die Familie Schwab wohnte unter anderem in der Hohen Straße 8 (1829–1837) und im Pfarrhaus der Leonhardskirche (1841–1845).

### Justinus Kerner
Das Haus des Arztes und Schriftstellers Justinus Kerner, das sogenannte Kernerhaus stand zwar in Weinsberg, war aber auf Grund von Kerners vielfältigen Beziehungen eng mit Stuttgart verbunden. Viele Jahre hindurch war es ein „stets gastlich offener, herzlich heiterer und zuweilen auch etwas skurriler Treffpunkt für die schwäbische Dichterrunde und ihre Freunde“.
| - Danneckerei, 1845. | - Rappsches Haus, 1938. - Georgii-Haus, rechts: Gartensaal. Zeichnung von Eduard Mörike, vor 1861. |

## Hartmannsches Haus

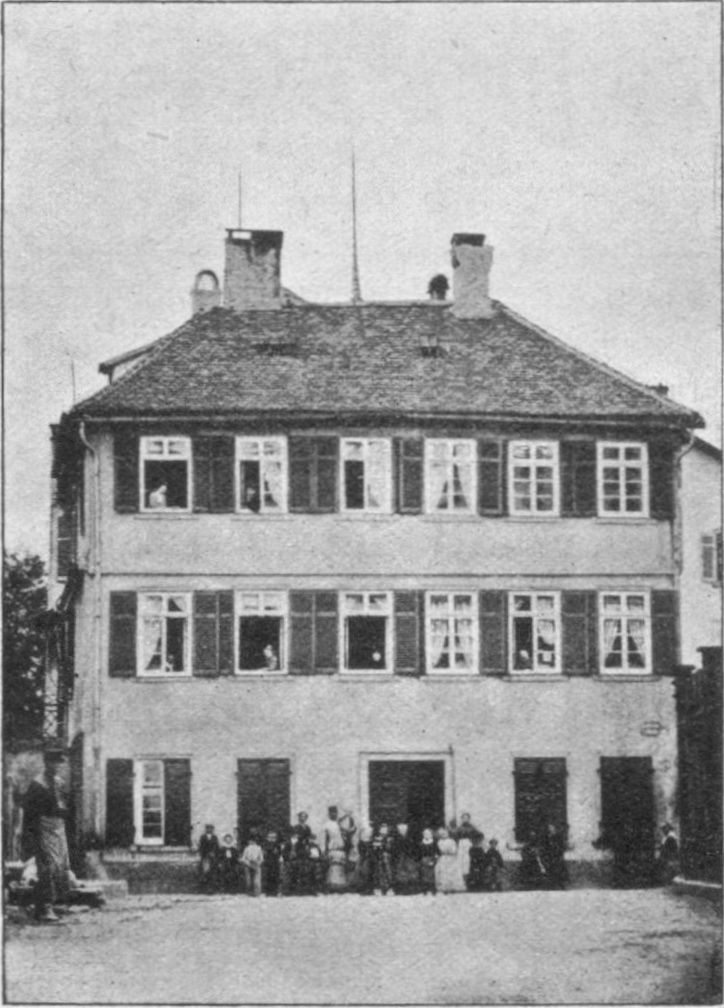
Haus von Johann Georg Hartmann, vor 1874.

Johann Georg Hartmann (1731–1811), der Ahnherr der Stuttgarter Hartmann-Sippe, stieg aus einfachen Verhältnissen zum Gestütmeister in Marbach und zum Hof- und Domänenrat auf. Er schrieb ein weit gerühmtes Buch über Pferde- und Maultierzucht, war Herausgeber einer Sammlung württembergischer Kirchengesetze, betätigte sich als Baum- und Seidenraupenzüchter, war Eisenwerksteilhaber, Gemälde- und Büchersammler und Mitglied der Theaterdirektion.
Johann Georg Hartmann war Besitzer des Miethauses Fritz-Elsas-Straße 49 / Ecke Leuschnerstraße, in dem er auch selbst mit seiner Familie wohnte. Das Haus wurde 1874 abgerissen, um Platz für den Neubau städtischer Schulgebäude zu schaffen. An dem heutigen Haus Fritz-Elsas-Straße 49 erinnert eine Gedenktafel an Johann Georg Hartmann. Ebenso erinnert der Name der nahegelegenen Seidenstraße an Hartmanns Seidenraupenzuchtversuche.
„In seinem gastfreien Hause fanden künstlerische Bestrebungen jeder Art eine Heimstatt; Gelehrte, Künstler und Dichter gingen aus und ein.“ Als Goethe zusammen mit seinem Herzog Karl August 1779 Stuttgart besuchte, fungierte Hartmann als Fremdenführer. Goethe soll auch in sein Haus eingekehrt sein und sich an den Gesangsproben der Tochter Henriette erfreut haben. Johann Caspar Lavater, die Dichter Friedrich von Matthisson und Karl Mayer waren zu Gast, auch Christian Daniel Schubart nach seiner Freilassung aus der Festung Hohenasperg, der Aufklärer Friedrich Nicolai, die Eltern von Schiller und 1794 bei seinem letzten Besuch in Stuttgart auch Friedrich Schiller selbst.
| - Gastgeber der Hartmann-Häuser - Johann Georg Hartmann. - Mariette Hartmann. - August von Hartmann. - Emilie Reinbeck. - Georg Reinbeck. |

## Hartmann-Reinbecksches Haus

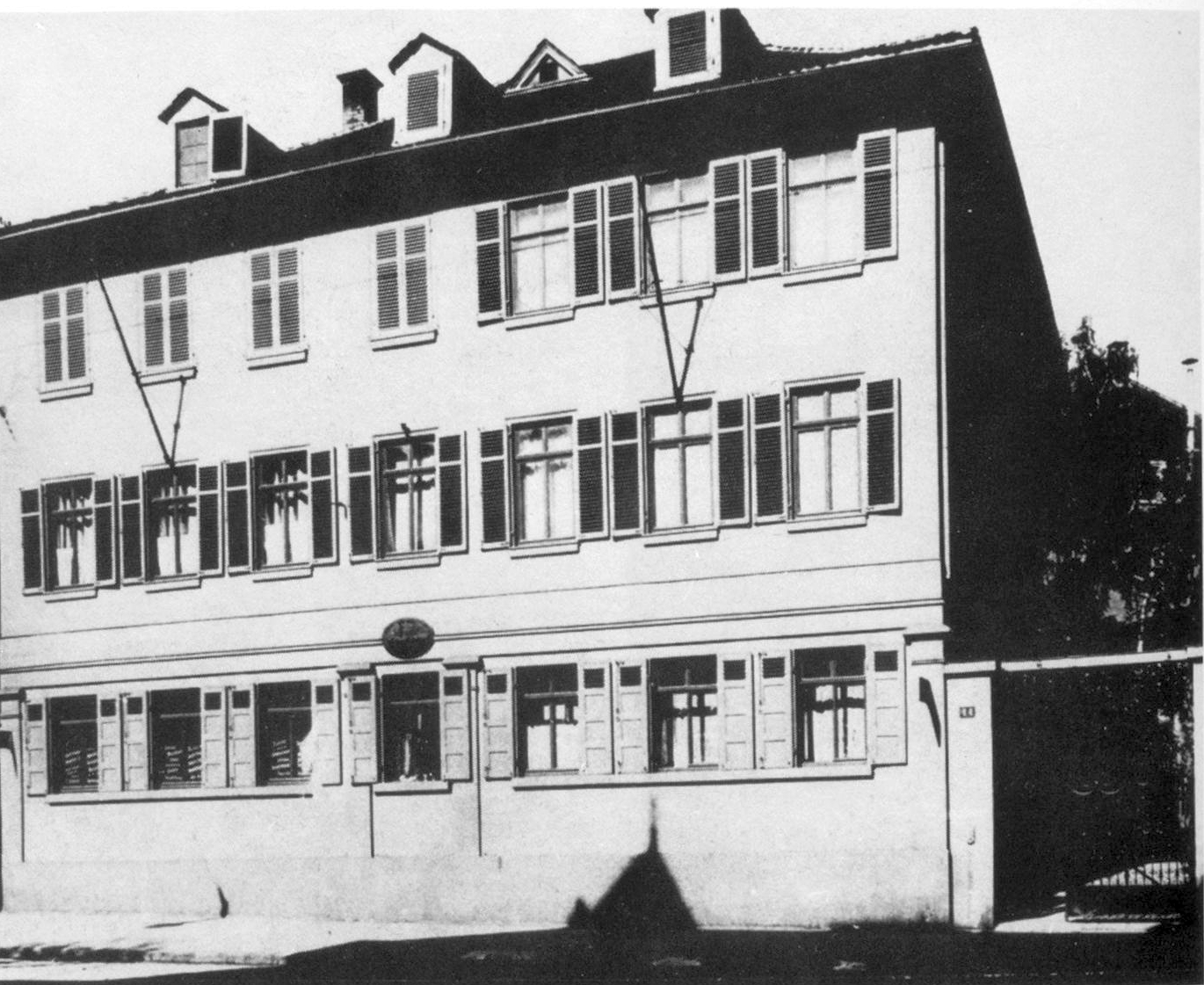
Hartmann-Reinbecksches Haus, Friedrichstraße 14, Stuttgart, Straßenseite, um 1890.

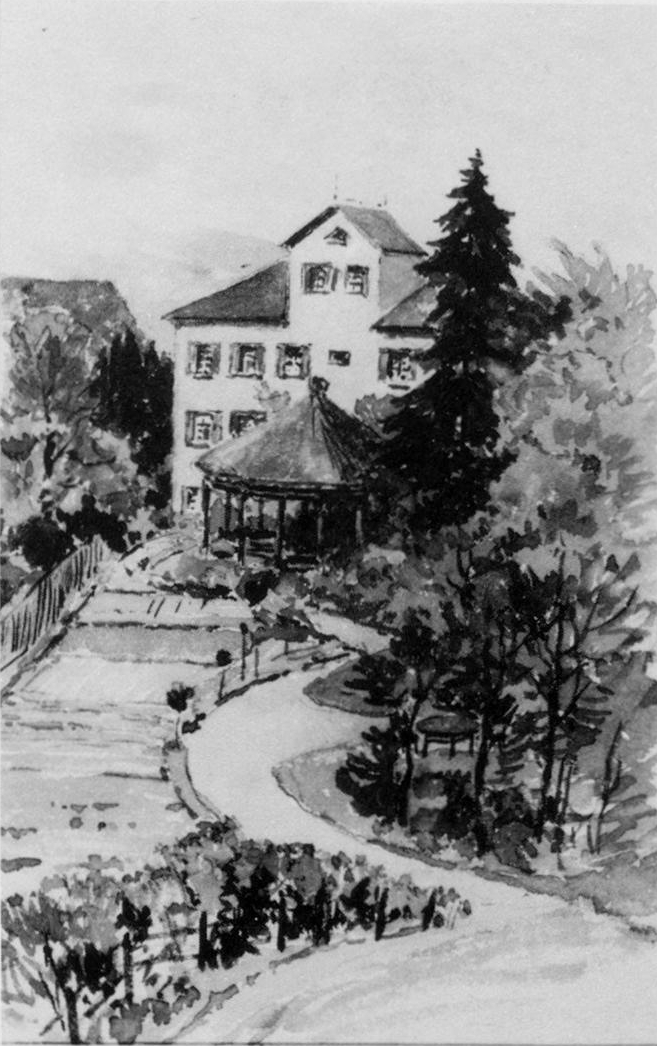
Gartenseite, um 1860.

August von Hartmann, ein Sohn von Johann Georg Hartmann, war Lehrer an der Hohen Karlsschule und bekleidete nach deren Auflösung hohe Ämter in der württembergischen Verwaltung. Nach seiner Entlassung 1818  widmete er sich gemeinnützigen Aufgaben. Nicht zuletzt die aufgeschlossene geistige Atmosphäre in seinem Elternhaus ließ auch in ihm die Liebe zu Kunst und Wissenschaft gedeihen. 1827 gründete er zusammen mit Gottlob Heinrich Rapp und Johann Heinrich Dannecker den Stuttgarter Kunstverein.
Nach dem Tod seines Vaters 1811 bezog er eine Mietwohnung im Haus Lange Straße 59/61. Spätestens 1816 wohnte er am Postplatz, beim heutigen  Postplatzbrunnen am Rotebühlplatz. Seine Tochter Emilie Hartmann betätigte sich wie ihre jüngere Schwester Mariette Zöppritz geb. Hartmann als Malerin. 1817 heiratete Emilie den Schriftsteller und Gymnasialprofessor Georg Reinbeck. Das Ehepaar nahm seine Wohnung im Haus von Emilie Reinbecks Eltern. 1826 erbaute Georg Reinbeck ein Haus in der Friedrichstraße 14, das die Familien Hartmann und Reinbeck gemeinsam bewohnten. Der Begriff Hartmann-Reinbecksches Haus bezieht sich im weiteren Sinn auf alle drei Häuser, in denen die beiden Familien wohnten.
Das Ehepaar Hartmann setzte, später zusammen mit dem Ehepaar Reinbeck, die gastfreie Familientradition von Johann Georg Hartmann fort. Manche Besucher kamen gelegentlich, wenn sie nach Stuttgart kamen, andere kamen häufig oder regelmäßig. Über Jahre fand im Hartmannschen, dann im Hartmann-Reinbeckschen Haus ein Lesekränzchen statt, abwechselnd in der Wohnung des Ehepaars Hartmann und des Ehepaars Wangenheim, das im gleichen Haus wohnte. Teilnehmer waren Karl August von Wangenheim und seine Frau, August von Hartmann mit seiner Frau und den Töchtern Emilie, Julie und Mariette, Emilies Ehemann Georg Reinbeck, Therese Huber und ihre Tochter Luise von Herder, Friedrich von Matthisson mit Frau, Luise Duttenhofer und ihr Mann Christian Duttenhofer und Friedrich Rückert.
Bis zu Hartmanns Tod 1849 gingen viele einheimische und auswärtige Berühmtheiten in dem Haus ein und aus. Zu den Gästen gehörten neben den Teilnehmern des Lesekränzchens unter anderen
Gustav Schwab, Justinus Kerner, Ferdinand Freiligrath, Emanuel Geibel, Wilhelm Hauff, Ludwig Tieck, Wolfgang Menzel, Heinrich Voß, Emma Niendorf und viele andere. Zwei Gäste blieben in besonderer Erinnerung:
- 1819 hielt sich Jean Paul für einige Wochen in Stuttgart auf, wo er mit großer Begeisterung aufgenommen wurde. Emilie Reinbeck berichtete über den Besucher:[14]

„Er kam auf mehrere Wochen hierher und wohnte uns gegenüber und war oft unser Gast beim einfachsten Mittagessen, wie er es eben fand, wenn er ungeladen, aber stets herztich willkommen sich dabei einfand. Ich erkannte ein gar reines, liebevolles Gemüt in ihm, und darum stand mir diesmal meine Schüchternheit nicht so sehr im Wege wie gewöhnlich, wenn ich ausgezeichnete, bedeutende Menschen vor mir habe. Ich gewann mir bald einen warmen Freund an ihm.“
- Als Nikolaus Lenau, ein berühmter Dichterstar seiner Zeit, zum ersten Mal nach Stuttgart kam, traf er auch mit Emilie Reinbeck zusammen. Zwischen dem acht Jahre jüngeren Dichter und ihr entwickelte sich eine innige Freundschaft, und wenn Lenau in Stuttgart war, wohnte er im Hartmann-Reinbeckschen Haus, wo ihm Emilie Reinbeck ein eigenes Zimmer einrichtete. 1844, als er wieder einmal bei den Reinbecks wohnte, brach bei ihm eine Geisteskrankheit aus, und er musste in eine Heilanstalt eingewiesen werden.[15]

### Allgemein
- Irene Ferchl: Lesekränzle und Salons. Stuttgarts literarische Gesellschaft im 19. Jahrhundert. Bad Boll 2007, hier S. 10–18, online.
- Werner Fleischhauer: Das Bildnis in Württemberg : 1760–1860; Geschichte, Künstler und Kultur. Stuttgart 1939, S. 199–200.
- Bernhard Gerlach: Die literarische Bedeutung des Hartmann-Reinbeckschen Hauses in Stuttgart, 1779–1849. Münster 1910, S. 17–28, besonders 24–26.
- Wilhelm Heinrich Gwinner: Joh. Georg August v. Hartmann. In: Monatschrift für das württembergische Forstwesen, Jg. 5, 1854, S. 87–102, hier 100–101, online.
- Hartmannsbuch [1]. Stammbaum. Cannstatt 1878, S. 98–99.
- Bernhard Zeller: Literarisches Leben in Stuttgarter Bürgerhäusern um 1800. In: Christoph Jamme (Herausgeber); Otto Pöggeler (Herausgeber): „O Fürstin der Heimath! Glükliches Stutgard“ : Politik, Kultur und Gesellschaft im deutschen Südwesten um 1800. Stuttgart 1988, S. 77–97, besonders 89–90.

### Hilfsliteratur
- Hartmannsbuch [2]. Fortsetzung und Ergänzung der Familienbücher von 1878, 1885 und 1892. Cannstatt 1898, S. 25–29.
- Hartmannsbuch [3]. Cannstatt 1913, Seite 22–26.
- Theobald Kerner: Das Kernerhaus und seine Gäste. Nachdruck der 2. Auflage von 1897, Freiburg 2006.
- Maria Köhler: Erläuterungen [zum Plan der Stadt Stuttgart um 1830]. In: Christoph Jamme (Herausgeber); Otto Pöggeler (Herausgeber): „O Fürstin der Heimath! Glükliches Stutgard“ : Politik, Kultur und Gesellschaft im deutschen Südwesten um 1800. Stuttgart 1988, S. 419–433. – Adressen prominenter Stuttgarter, 1800–1830.
- Carl Lotter: Geschichte der Museums-Gesellschaft in Stuttgart. Zur Feier des 100jährigen Bestehens der Gesellschaft. Stuttgart 1907.
- Gustav Ströhmfeld: G. H. Rapp : sein Haus und seine Gäste. Stuttgart 1892.